# Поградец (округ)
Поградец (алб. Rrethi i Pogradecit) — один з 36 округів Албанії, розташований на сході країни.

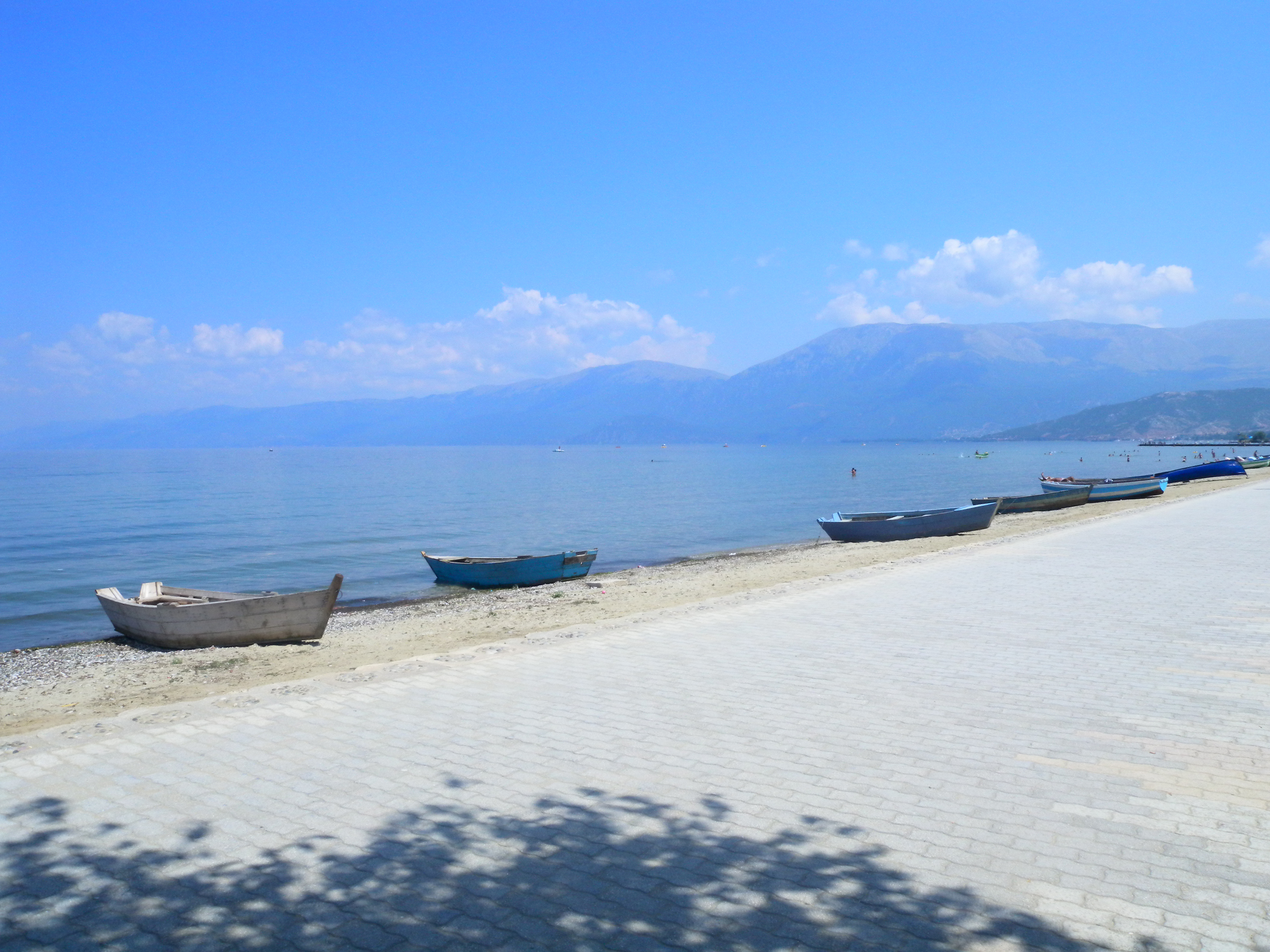
Узбережжя у р Поградец

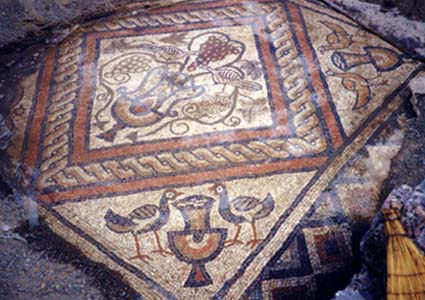
Мозаїки древньої церкви в Ліні

Округ займає територію 725 км² і відноситься до області Корча. Адміністративний центр — місто Поградец.
Половина населення сповідує іслам (суніти і бекташи), що залишилася, — православні або атеїсти.

## Географічне положення
Округ Поградец розташований на березі Охридського озера, протилежний берег озера належить Північній Македонії. У південній частині озера лежить місто Поградец, за ним починається невелика рівнина. Озеро знаходиться на висоті 695 м над рівнем моря і оточене горами, що досягають 1500 м, а на південному сході гори Малі-і-Тате піднімаються на висоту 2287 м. Кордони округу проходять по хребтах оточуючих озеро гір. Тільки на захід від міста Поградец межа йде по розгалужена верхній течії річки Шкумбіні. На крайньому південному заході округу в горах Мокра (Mokra) знаходиться найвища точка округу: гора Mali e Vallamarës (2373 м).
При соціалізмі в окрузі добувалися нікель, буре вугілля і хром. Особливо важливе значення мав рудник «Червоний камінь» (Gur i kuq) в 3 км північніше Поградца, одне з найважливіших рудно-нікелевих родовищ Європи. У 1994 році видобуток корисних копалин через нерентабельність була припинена. Про колишніх часи нагадують гори відвалів (350000 т), залишки будівель на схилі пагорба і перевалочна станція на березі озера. Екологічна система озера досі потерпає від промислових стоків важких металів. Екологія є важливою проблемою. Через залучення іноземних інвестицій ведеться будівництво очисних споруд Охридського озера, крім того, під загрозою знаходиться ендемічний вид Охридської форелі (алб. Korani).

## Історія
В містечку Лін, розташованому на римській Егнатієвій дорозі, були знайдені предмети римської епохи. Назва «Поградец» сходить до назви сербської фортеці. На тому ж місці фортецю побудували і іллірійці. Ще одним пам'ятником часів іллірійців є царські гробниці в Сільці та Поштме, що датуються IV століттям до н. е. Недалеко від них знаходиться міст Голик через річку Шкумбіні, побудований османами в XVII столітті.
У 1924 році округ Поградец позбувся невеликої частини своєї території. Ахмет Зогу, що був тоді прем'єр-міністром Албанії, передав монастир Святого Наума Охридського Югославії, що лежав прямо на кордоні. Тепер це територія Македонії.

## Економіка і промисловість
Поградец завжди був і залишається курортом. Хоча він розташований не на узбережжі, його теплий клімат приваблює сюди туристів. На схід Поградца великий відрізок берега займали дачі партійної номенклатури Енвера Ходжі. Охридське озеро відоме чистотою своїх вод і красою навколишньої природи, гірськими пейзажами і піщаними пляжами. Це найглибша прісна водойма на Балканах.
По берегу озера, особливо в невеликому селі Tushemisht, у 5 км від Поградца, побудовано кілька готелів і ресторанів.

## Пам'ятки
- Ранньохристиянська церква і мозаїки в селі Лін, на північ від Подградца;
- Цілющі джерела і Парк лебедів в Дрілон, 5 км від Поградца;
- Османський міст Голик;
- Поховання іллірійських царів в містечку Нижня Сільця.

Подградец може становити інтерес і для гурманів. Це велика кількість страв з риби у місцевих ресторанах, насамперед зі знаменитої Охридської форелі, а також місцеві вина і міцна рака.

## Транспорт
У соціалістичні часи до рудника «Червоний камінь» була прокладена залізниця, яка з'єднувала округ з долиною Шкумбіні через найдовший тунель Албанії. Зараз раз на день тут ходять потяги албанської залізниці. Від рудника від Поградца доводиться добиратися на автобусах.
В доброму стані знаходиться дорога з Ельбасана в Центральній Албанії до перевалу Qafa e Thanës на кордоні округу західніше Ліна, що відноситься до Пан'європейської коридору VIII, а також її продовження через Поградец в Корчу. Завдяки двом прикордонних переходів в Ліні і в Tushemisht на кордоні з Македонією округ добре з'єднаний з сусідніми країнами.

## Адміністративний поділ
Округ Поградец складається з міста Поградец і семи громад: Buçimas, Черава (Çërrava), Dardhas, Hudenisht, Proptisht, Требіна, Velçan.